# Haemantheae
Haemantheae es una tribu perteneciente a la familia Amaryllidaceae.
Esta tribu africana comprende géneros que presentan fruto en forma de baya carnosa y con semillas de viabilidad breve. En general, no tienen bulbo sino raíces fasciculadas, como por ejemplo Clivia, Scadoxus y Cryptostephanus.

## Géneros
Tiene los siguientes géneros:
- Apodolirion - Clivia - Cryptostephanus  - Gethyllis - Haemanthus - Scadoxus